# ТМ-44
ТМ-44 — противотанковая мина.
Разработана в СССР. Мина была принята на вооружение в 1944 году. Прототипом ТМ-44 была мина ТМ-41. Применялась в годы Второй Мировой Войны Красной Армией. Производство мин ТМ-44 прекращается в 1946 году. 
ТМ-44 мина противотанковая противогусеничная нажимного действия. Взрыв происходит при наезжании гусеницей танка или колесом автомобиля на верхнюю крышку мины.
Мина представляла собой округлую металлическую коробку. Внутри коробки помещался заряд взрывчатки и устанавливался взрыватель.

## ТТХ
- Материал корпуса……………………………. 	сталь
- Вес общий………………………………………………….9.5 кг.
- Масса ВВ (тротил)………………………………………7.25 кг.
- Диаметр……………………………………………………..25 см.
- Высота……………………………………………………….17.5 см.
- Усилие срабатывания…………………………………140-260 кг.
- Диаметр датчика цели…………………………………25 см.